# Patric Åslund
Patric Åslund, född 1 augusti 2002, är en svensk fotbollsspelare som spelar för Djurgårdens IF. 

## Klubblagskarriär
Patric Åslunds moderklubb är Västerås IK. Som 16-åring tog han klivet över till Västerås SK. Redan året därpå fanns Åslund med i en matchtrupp i Superettan för första gången, men det dröjde till säsongen 2021 innan han skrev på ett lärlingskontrakt med klubben. Kort därpå skrev han på sitt första A-lagskontrakt med Västerås SK.
Säsongen 2021 spenderade Åslund främst hos IFK Eskilstuna, med anledning av det samarbetsavtal klubbarna ingått. Matchande i division 2 varierades då med spel i Superettan. Den 21 juni 2021 begick Åslund sin debut i Superettan då han hoppade in i 0-1-förlusten mot GIF Sundsvall. Senare samma sommar gjorde han även sin startdebut för Västerås SK, då de åkte ur Svenska Cupen via en 1-2-förlust mot Sollentuna FK.
I februari 2022 lånades Åslund ut till Motala AIF på ett säsongslån. I mars 2023 förlängde han sitt kontrakt i Västerås SK fram över säsongen 2025.
Den 13 mars 2024 skrev han på ett 4,5-årskontrakt med Djurgårdens IF som gällde från och med 1 juli 2024. Han spelade kvar i Västerås under våren. Under hösten blev han sjuk i körtelfeber och missade drygt två månaders spel.

## Landslagskarriär
Den 22 mars 2024 debuterade han i Sveriges U21-landslag i en landskamp mot Cypern.

## Statistik

### Klubblag
| Klubb                               | Säsong         | Liga                      | Liga    | Liga | Liga   | Nationell cup | Nationell cup | Nationell cup | Internationell cup | Internationell cup | Internationell cup | Totalt  | Totalt | Totalt |
| Klubb                               | Säsong         | Division                  | Matcher | Mål  | Assist | Matcher       | Mål           | Assist        | Matcher            | Mål                | Assist             | Matcher | Mål    | Assist |
| ----------------------------------- | -------------- | ------------------------- | ------- | ---- | ------ | ------------- | ------------- | ------------- | ------------------ | ------------------ | ------------------ | ------- | ------ | ------ |
| Västerås SK                         | 2021           | Superettan                | 4       | 0    | 0      | 1             | 0             | 0             | —                  | —                  | —                  | 5       | 0      | 0      |
| Västerås SK                         | 2023           | Superettan                | 30      | 4    | 6      | 3             | 0             | 0             | —                  | —                  | —                  | 33      | 4      | 6      |
| Västerås SK                         | 2024           | Allsvenskan               | 12      | 1    | 2      | 4             | 0             | 0             | —                  | —                  | —                  | 16      | 1      | 2      |
| Västerås SK                         | Totalt         | Totalt                    | 46      | 5    | 8      | 8             | 0             | 0             | —                  | —                  | —                  | 54      | 5      | 8      |
| IFK Eskilstuna (lån)                | 2021           | Division 2 Södra Svealand | 20      | 4    | 0      | —             | —             | —             | —                  | —                  | —                  | 20      | 4      | 0      |
| Motala AIF (lån)                    | 2022           | Ettan Norra               | 30      | 10   | 0      | 1             | 0             | 0             | —                  | —                  | —                  | 31      | 10     | 0      |
| Djurgårdens IF                      | 2024           | Allsvenskan               | 9       | 2    | 0      | 0             | 0             | 0             | 4                  | 1                  | 0                  | 13      | 3      | 0      |
| Djurgårdens IF                      | 2025           | Allsvenskan               | 0       | 0    | 0      | 1             | 1             | 0             | 0                  | 0                  | 0                  | 1       | 1      | 0      |
| Djurgårdens IF                      | Totalt         | Totalt                    | 9       | 2    | 0      | 1             | 1             | 0             | 4                  | 1                  | 0                  | 13      | 4      | 0      |
| Hela karriären                      | Hela karriären | Hela karriären            | 105     | 21   | 8      | 10            | 1             | 0             | 4                  | 1                  | 0                  | 119     | 22     | 8      |
| Senast uppdaterad 17 februari 2025. |                |                           |         |      |        |               |               |               |                    |                    |                    |         |        |        |

### Landslag
| Landslag                        | År     | Totalt  | Totalt | Totalt |
| Landslag                        | År     | Matcher | Mål    | Assist |
| ------------------------------- | ------ | ------- | ------ | ------ |
| Sverige U21                     | 2024   | 1       | 0      | 0      |
| Totalt                          | Totalt | 1       | 0      | 0      |
| Senast uppdaterad 21 juni 2024. |        |         |        |        |